# 环亚的斯亚贝巴特别区
环亚的斯亚贝巴特别区，全称奥罗米亚环亚的斯亚贝巴特别区（英语：Oromia Special Zone Surrounding Finfinne）是埃塞俄比亚奥罗米亚州的20个地区之一，成立于2008年，环抱埃塞俄比亚首都亚的斯亚贝巴（奥罗莫语称Finfinne），成立该区的目的是为了抑制亚的斯亚贝巴的城市蔓延，同时消除环亚的斯亚贝巴地区合作的行政壁垒。首府职能设于亚的斯亚贝巴。